# Platinum Kiss
『Platinum Kiss』（プラチナ・キス）は、日本の音楽グループ・ゴスペラーズの27枚目のシングル。2006年10月18日にKi/oon Recordsから発売された。

## 解説
『陽のあたる坂道』と同時発売の限定生産シングルCDであり、表題曲「Platinum Kiss」はアカペラ曲であり、東海テレビ・フジテレビ系 テレビドラマ『紅の紋章』の主題歌と、「UGA」のCMソングに使用されていた。2007年1月1日に、両A面シングル『Platinum Kiss/陽のあたる坂道』して正規発売された。カップリングには、ボーナストラックとして新作アルバムのダイジェストを収録している。
初回特典は1月～3月までの特製カレンダー。本楽曲・「陽のあたる坂道」・アルバム『Be as One』3作購入で前述のカレンダー・ホルダーが抽選で入手可能だった。

## 収録曲
1. Platinum Kiss [4:21]
作詞：安岡優／作曲・編曲：黒沢薫・妹尾武
東海テレビ・フジテレビ系 テレビドラマ『紅の紋章』主題歌[1]
「UGA」CMソング[1]
2. New Album "Be as One" Preview〜狂詩曲〜[Bonus Track]  [1:31]